# Ephedrus nelumbus
Ephedrus nelumbus är en stekelart som beskrevs av Zhiming Dong och Wang 1996. Ephedrus nelumbus ingår i släktet Ephedrus och familjen bracksteklar. Inga underarter finns listade i Catalogue of Life.